# 三世佛
三世佛（梵語：、 atīta-anāgata-pratyutpannā buddhāḥ），又稱三世諸佛，是指在過去、現在、未來開悟的佛。上座部佛教無十方佛，專奉娑婆世界的過去佛、現在佛（释迦牟尼佛）、未来佛。大乘佛教有十方佛，認為十方世界各有三世佛。
另外，自清代以降的佛寺或民間廟宇，殿內普遍供奉有三寶佛，這是指娑婆世界的釋迦牟尼佛、東方世界的藥師佛、西方世界的阿彌陀佛，又稱作「橫三世佛」。與此相對的「豎三世佛」則是指過去世的燃燈佛、現在世的釋迦牟尼佛、未來世的彌勒佛。

## 横三世佛

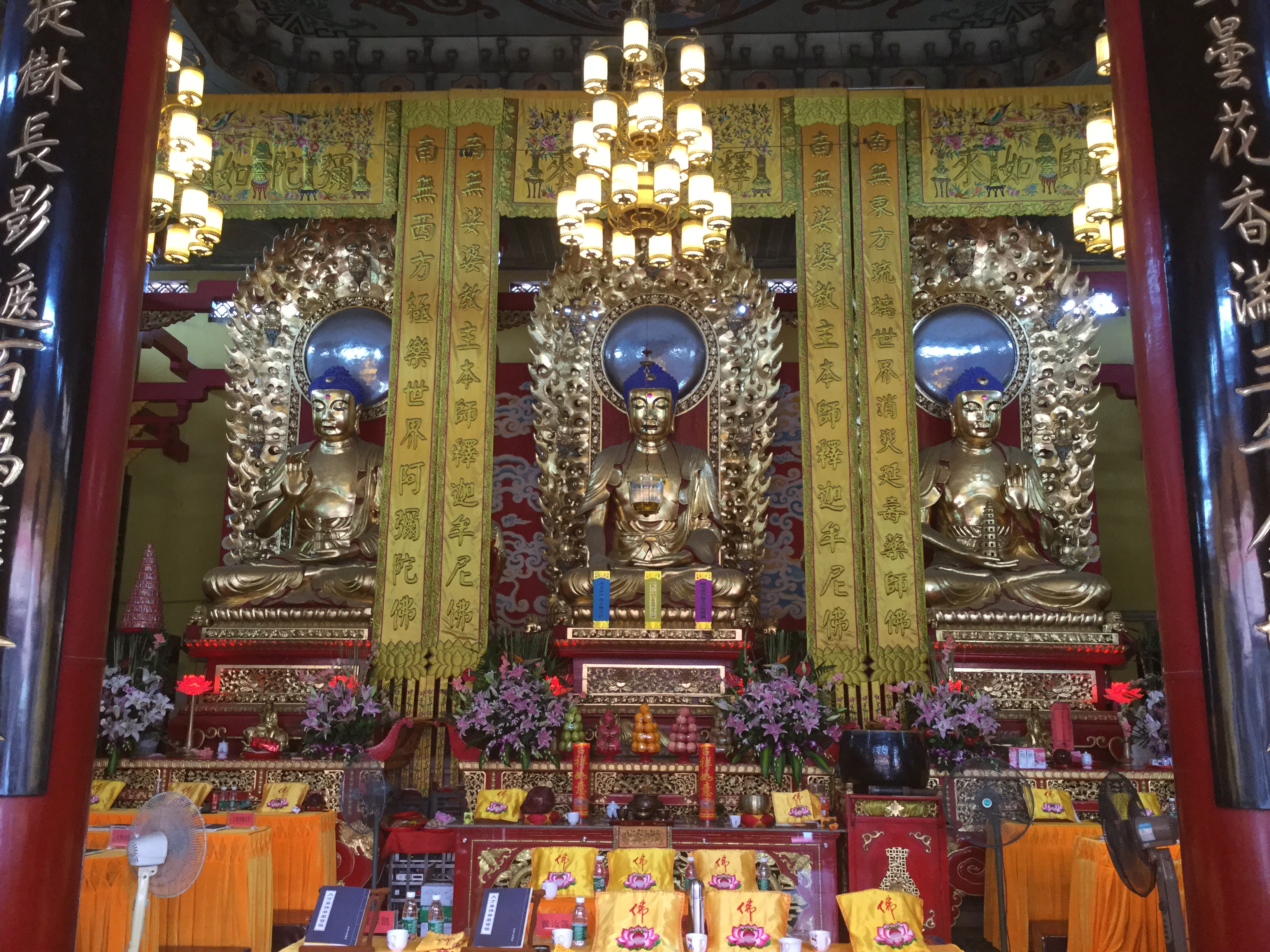
揭阳市双峰寺大雄宝殿的横三世佛

横三世佛：指中央释迦牟尼佛，东方药师佛（另一說是東方阿閦佛，又稱「不動佛」），西方阿弥陀佛。
东方药师佛，位於东方淨琉璃世界，有两位胁侍，日光遍照菩萨和月光遍照菩萨，號稱東方三聖。一般祈禱於藥師佛，主要目的在於祈求現世安樂。藥師佛可以保佑世人消災、延壽、去病，許多老者、病人都會禮拜藥師佛，以求健康長壽。
中央释迦牟尼佛，位於娑婆世界，其在色究竟天說法的報身毘盧遮那佛位於蓮華藏世界，有两位胁侍，“大智”文殊菩萨和“大行”普贤菩萨，號稱華嚴三聖；是這個世界的教化者，是佛教教主。
西方阿弥陀佛，位於西方极乐世界，有两位胁侍，“大勇”大势至菩萨和“大悲”观世音菩萨，號稱西方三聖。一般祈禱於阿弥陀佛，主要目的在於祈求死後的解脫。漢傳佛教認為，阿弥陀佛主要是以其願力，引渡眾生到極樂世界，脫離苦難的輪迴，故亦號「接引佛」，也因為此佛有無量壽命與光明，亦稱「無量壽佛」、「無量光佛」。在藏傳佛教，祂被稱為月巴墨佛，也是長壽的象徵。

## 豎三世佛
豎三世佛：又名縱三世佛，指过去佛燃灯佛，现在佛释迦牟尼佛，未来佛弥勒佛。
燃灯佛（又名「定光佛」、「錠光佛」等）在已過去的莊嚴劫為佛，是釋迦牟尼佛之前的佛，曾在過去世授記釋迦牟尼未來將成佛，是授記釋迦牟尼佛之師。許多佛、菩薩都曾是燃灯佛弟子。
釋迦牟尼佛是現在賢劫的第四佛，與胁侍文殊菩萨、普贤菩萨以佛法濟度娑婆世界所有眾生。
彌勒菩薩是未來賢劫的第五佛，彌勒時代尚未來臨以前，在兜率內院為“一生補處”菩薩（未來佛）。
根据大乘佛教的说法，人人可以成佛，諸佛將濟度众生，超越轮回而成佛。
恭奉縱三世佛的著名佛寺有藏傳佛教的雍和宫。

## 註腳
1. ↑  Jayarava Attwood.  (PDF). 中華佛學學報. 2019  [2021-07-02]. （原始内容存档 (PDF)于2020-10-25）. When Buddhist Sanskrit texts refer to the buddhas of the three times, they always use the dvandva compound, i.e., atīta-anāgata-pratyutpannā buddhāḥ 'past, future, and present buddhas' or, rarely, atīta-anāgata-pratyutpannā sarvabuddhāḥ 'all past, future, and present buddhas.' In Chinese translations we find the equivalent of this in the form of 過去未來現在諸佛 (guoqu weilai xianzai zhu fu) 'buddhas of past, future, and present.' but we also commonly find the expression used in the Heart Sūtra, i.e., 三世諸佛 (san shi zhu fo) 'buddhas of the three times.' The exact Sanskrit equivalents of 三世佛 and 三世諸佛 i.e. tryadhva-buddhāḥ, tryadhvā buddhāḥ and tryadhva-sarva-buddhāḥ or tryadhvāḥ sarva-buddhāḥ are never found either as a compound or as individual words in Prajñāpāramitā texts.
2. ↑  .   [2021-07-02]. （原始内容存档于2021-07-09）.
3. ↑  . .   [2021-07-02]. （原始内容存档于2021-04-16）.
4. ↑  菩薩修功圓滿，盡此一生，便可成佛，稱“一生補處”。